# Giovanni Aceto Cattani
Giovanni Aceto Cattani (Nicosia, 1778 – Palermo, 1840) è stato un politico e giornalista italiano.
Viene considerato il primo giornalista siciliano in senso moderno.

## Biografia
Discendente da una nobile famiglia, fu deputato al Parlamento siciliano del 1812 nel ramo demaniale come giurato di Santa Lucia del Mela, nella corrente di Paolo Balsamo e del principe di Castelnuovo, con cui condivideva l'appoggio alla riforma della Costituzione in senso liberale su modello inglese.
In quanto forte sostenitore degli interessi inglesi in Sicilia, nei quali confidava per il mantenimento della libertà e dell'indipendenza dell'isola, nel 1813 diede vita, con Pompeo Inzenga e Giacinto Agnello, al  Club degli Amici della Costituzione e dell'Alleanza Britannica, di cui diresse l'organo di stampa ufficiale, il settimanale La cronica di Sicilia. Tale settimanale ricoprì una notevole importanza nel panorama politico dell'epoca, tanto che le due fazioni del partito progressivo della Sicilia presero il nome di cronici, costituzionalisti e liberali moderati, e anticronici, democratici estremi capeggiati da Emmanuele Rossi, direttore de L'Osservatorio.
Le pubblicazione della Cronica cessarono nel febbraio 1814, ma già nel novembre dello stesso anno fondò il Giornale patriottico, da cui si scagliò contro l'accentramento amministrativo e politico e l'abolizione della costituzione del 1812. Le pubblicazioni si interruppero nell'agosto 1816, ma ripresero dopo quattro anni in occasione dei moti siciliani del 1820 con il nome di Giornale patriottico di Sicilia. Cessò definitivamente di esistere quello stesso anno, con l'attenuarsi dei moti.
Durante i suddetti moti, redasse il manifesto di risposta al proclama con il quale il principe vicario aveva cercato di ricondurre i palermitani all'obbedienza del re. In tale manifesto, Aceto ribadiva il diritto dell'isola all'autonomia e alla tradizionale indipendenza, chiarendo quindi che le rivolte non fossero contro il re, bensì contro il potere centrale di Napoli. Tuttavia, a seguito della convenzione di Termini, in cui i baroni ritirarono il loro appoggio alla causa dei moti, anche Aceto si ritrovò suo malgrado oggetto dell'ira del popolo, che lo vedevano come un traditore per il solo fatto di aver preso parte alla convenzione.
Ristabilito il potere dei Borboni, per via delle sue idee autonomiste Aceto fu sospettato di far parte della Carboneria e di essere il Gran Maestro di una delle cinque vendite di Palermo, motivo per il quale, nonostante la sua proclamata innocenza, gli fu imposto un esilio che, tuttavia, scontò da ottobre a dicembre 1822 presso la sua abitazione scortato dalle guardie, e fino ad agosto 1823 nel forte di Castello a Mare, per l'impossibilità a spostarsi a causa delle sue precarie condizioni di salute. Solo il 17 agosto 1823 fu fatto imbarcare su una nave regia in partenza per la Francia, dove lo raggiunse il figlio Giovanni Pietro, stabilendosi a Parigi. Lì nel 1827 scrisse il libro Della Sicilia e dei suoi rapporti con l’Inghilterra all’epoca della costituzione del 1812, prima stampato in francese, a Parigi, poi tradotto in italiano e stampato in Sicilia nel 1848.